# 제안
제안(提案, proposal)은 회의에서 어떤 안을 내어놓는 다는걸 의미한다. 또는 내어놓는 안(案). 회의에서 단순히 의견만 나와서는 회의가 진행될 수 없다. 제안이 이루어질 때 비로소 논의와 결정이 가능해진다.
1. 제안 방법 - 제안은 구두(口頭)와 서면(書面) 두 가지 방식으로 이루어진다. ① 구두 제안은 의장에게 발언권을 얻어 제안하는 것을 말하며, ② 서면 제안은 회의가 시작되기 전 미리 서류를 작성하여 제출하는 것을 말한다.
2. 제안 성립 요건 - 제안이 이루어지기 위해서는 세 가지 조건이 갖추어져야 한다. ① 행동으로 옮길 수 있는 것이어야 한다. ② 처리할 수 있는 것이어야 한다. ③ 반드시 긍정적이어야 한다.
3. 제안 이유 설명 - '제안 설명.' 동의가 의제로 선포되었을 때 제안자가 동의를 내게 된 동기 등을 회원들에게 설명하는 것을 말한다. 회원은 제안자에게 제안에 대한 설명을 요구할 수 있다.

## 같이 보기
- 명제